# Рарія амазонійська
Рарія амазонійська (Micrastur buckleyi) — вид хижих птахів родини соколових (Falconidae).

## Поширення
Вид поширений на верхів'ї Амазонки на заході Бразилії, півдні Колумбії, в Перу та Еквадорі. Його природне середовище проживання — субтропічні або тропічні вологі низовинні ліси.